# Верхні Каргали
Верхні Каргали́ (рос. Верхние Каргалы, башк. Үрге Ҡарғалы) — село у складі Благоварського району Башкортостану, Росія. Адміністративний центр Каргалинської сільської ради.
Населення — 259 осіб (2010; 183 в 2002).
Національний склад:
- татари — 68 %

У селі народились:
- Ахметова Бейна Халіуллівна (1920) — терапевт, доктор медичних наук, професор
- Єнікеєв Абубакір Абдулкарімович (1897—1983) — педагог, кандидат педагогічних наук, відмінник народної просвіти РРФСР
- Єнікеєв Амірхан Нігметзянович (1909—2000) — татарський письменник-прозаїк, публіцист, народний письменник Татарської АРСР
- Єнікеєв Гайса Хаідуллович (1864—1931) — педагог, просвітник, етнограф, депутат Державної думи 3-го та 4-го скликань від Казанської та Оренбурзької губерній
- Єнікеєв Рафаель Гізетдінович (1942—1993) — педіатр, доктор медичних наук, професор, заслужений лікар Башкирської АРСР
- Єнікеєв Хасан Карімович (1910—1984) — селекціонер, доктор біологічних наук, професор, заслужений діяч науки РРФСР
- Кільмаматов Раміль Ісмагілович (1949) — фотохудожник, народний художник Башкортостану, заслужений працівник культури Росії та Башкирської АРСР
- Нігматуллін Іскандер Нігматуллович (1908—1980) — інженер, доктор технічних наук, професор
- Терегулов Абубекер (1885—1966) — професор медицини
- Терегулов Геніатулла Нігматуллович (1891—1984) — терапевт, вчений-курортолог, доктор медичних наук, професор, відмінник охорони здоров'я СРСР, заслужний лікар РРФСР, заслужений діяч науки Башкирської АРСР
- Терегулов Рал Гініатуллович (1922—1998) — патофізіолог, доктор медичних наук, професор, почесний академік Академії наук Башкортостану, заслужений діяч науки Башкирської АРСР
- Абдразакови — батько телеоператор, сини оперні співаки
- Нігматулліни — вчені-фізики
- Шихмурзаєва — скрипачка
- Зіля Сунгатулліна — оперна співачка
- Рашид Нугманов — режисер із Казахстана